# Gerontopsychiatrische Fachkraft
Eine Gerontopsychiatrische Fachkraft ist eine weiterqualifizierte, bereits ausgebildete Pflegekraft, die im Rahmen der Gerontopsychiatrie auf die Arbeit mit psychisch wesensveränderten Personen, besonders mit altersverwirrten Menschen, spezialisiert ist. In der Regel setzt dies auch eine längere Berufserfahrung voraus. Die Arbeit umfasst über die Pflege hinaus Beschäftigung, Gedächtnis- und Orientierungstraining mit den zu pflegenden Personen. Es geht dabei überwiegend um die Versorgung in stationären Einrichtungen im Krankenhaus oder in Pflegeheimen, wie die Geschlossene Abteilung, der Behütete Bereich oder die Demenzstation.
Pflegekräfte in diesem Sinne sind Heilerziehungspfleger, Gesundheits- und Kranken- und Altenpfleger. In Baden-Württemberg besteht dazu seit 2001 eine separate Ausbildungs- und Prüfungsordnung.